# Riva (Stati Uniti d'America)
Riva è un census-designated place degli Stati Uniti d'America, situato nella Contea di Anne Arundel nello stato del Maryland.